# Moerspuische Watergang
De Moerspuische Watergang is een waterloop gelegen tussen de dorpen Zuiddorpe en Koewacht in de Nederlandse provincie Zeeland.
Het is een overblijfsel van een bredere waterloop, het Moerspui, die van Axel naar Gent liep, en waarover vooral veel turf werd vervoerd. Deze waterloop werd in 1767 afgedamd en er ontstond een langgerekte polder, de Moerspuipolder, welke tot in de Zuidelijke Nederlanden, het huidige België, doorliep. Langs dit water lagen een aantal forten, waaronder het Fort Moerspui, het Fort Sint-Joseph en het Fort Sint-Jacob, aangelegd door de Spanjaarden in 1634, en omstreeks 1644 in handen van de Staatsen gevallen.
Tegenwoordig sluit de Moerspuische Watergang, die na de inpoldering overbleef, in het zuiden aan op de Grote Kreek en de Zoute Vaart. De waterloop wordt omzoomd door bospercelen die deels eigendom zijn van Staatsbosbeheer en waarop vooral populier staat aangeplant.